# サロン系
サロン系（サロンけい）とは男性ファッションの傾向のひとつ。またその着こなしのこと。「美容師系」ともいう。主にハイブランドと古着をミックスした女性顔負けのフェミニンなメンズスタイルを指す。

## 概説
全体的にフェミニンで装飾的な傾向があり、重ね着、アクセサリーの多用などが特徴。男性ファッションの傾向のひとつであるが、広義で捉えると女性ファッションにも同様のスタイルは多く見受けられる。主にファッション雑誌『CHOKi CHOKi』でサロン系の服装を扱っている。

## そのほかの男性ファッションの傾向を表す言葉
ある同じ嗜好を持ったファッションをする若者達を以下のように「○○系」と総称する。
- きれいめ系
- お兄系
- ギャル男
- デリッカー
- サーファーファッション
- アメリカンカジュアル
- モード系
- B系
- アキバ系